# Сільське господарство Сербії

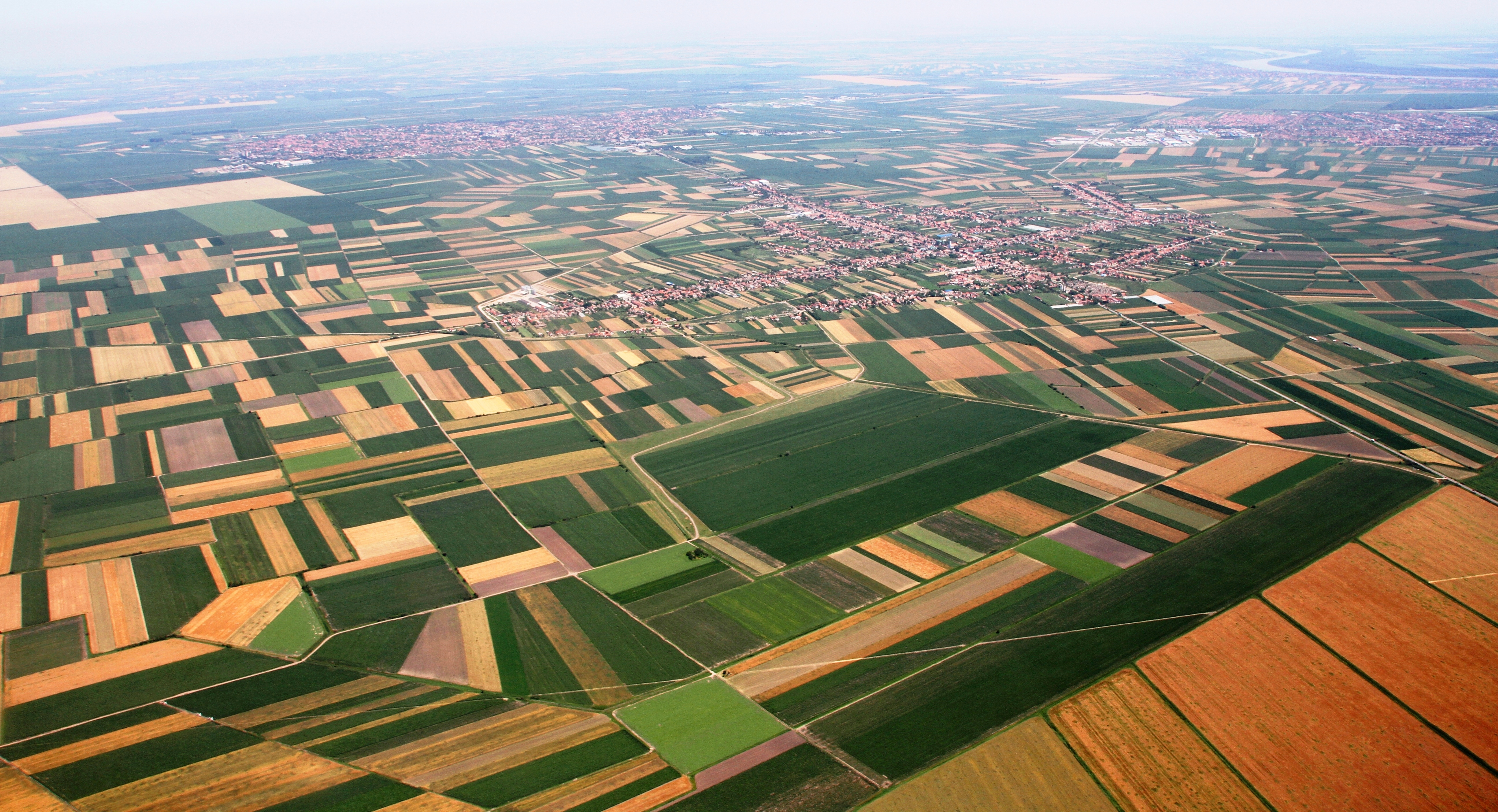
Понад 60 % території Сербії займають ріллі

Сільське господарство Сербії завжди було однією з основних складових економіки цієї країни. До 1961 року в зазначеній сфері працювало 55,7 % населення. З плином часу галузь не втратила своїх позицій та змогла модернізуватися під стандарти Європейського Союзу, а тому основна частина ВВП країни забезпечується саме сільським господарством.
До основних напрямків зайнятості населення в цьому секторі відносять:
1) землеробство;
2) тваринництво;
3) бджільництво.

## Землеробство
З давніх-давен обробка земель залишалася основою сільськогосподарської діяльності сербів. Так, до 1961 року, розораними були до 66 % земельних угідь.
На початку ХХ століття, тоді ще в складі Федеративної республіки, Сербія активно нарощувала темпи вирощування технічних культур, таких як цукровий буряк, соняшник, хміль, льон, конопля, тютюн. Згодом почався поступовий перехід до посіву зернових, що є складовою щоденного раціону сербів та кормом для худоби.
Так, основні посівні площі засаджені кукурудзою, пшеницею та ячменем. Найсприятливішою областю для вирощування, як технічних, так і зернових культур, вважається Воєводина.
Кукурудза є основною експортною зерновою культурою Сербії, та складає п'яту частину від загального виробництва сільського господарства країни. Окрім неї, значний прибуток приносить також пшениця — до 300 мільйонів доларів на рік.
Ще один напрямок в землеробстві — вирощування сої. 2012 року Сербія вийшла на перше місце в Європі по кількості земель, зайнятих під цю культуру — 160 тисяч гектарів. Це дозволяє не тільки збирати великі врожаї, а також і виводити нові сорти цієї культури, що вирощують в інших країнах Європи.
Окрім масового сільського господарства розвинене також і індивідуальне городництво. На своїх наділах селяни вирощують картоплю, капусту, цибулю, перець, квасолю. Серед фруктових дерев головне місце займає слива, оскільки вона вважається національною культурою. З цих фруктів тут роблять горілку, варення та чорнослив, що йде на експорт. Також культивують яблука, груші, персики, черешні, а в південних районах — виноград.
Цікавим фактом є те, що Сербія займає третє місце в Європі з виробництва малини (65 тисяч тон щорічно), складає 12,5 % світового виробництва, а також ожини, чорниці та інших ягід. Загальний дохід від експорту тільки малини 2013 року склав 173 мільйони доларів.
За даними 2011 року згідно звіту ООН загальний об'єм виробництва в сільському господарстві та отриманий прибуток склав 4,75 мільярди доларів, що дозволило Сербії обійти такі країни, як Болгарія, Словаччина та Чехія. Потрібно враховувати, що потенціал країни значно більший, оскільки понад 200 тисяч гектарів є резервним і можуть бути використані для землеробства.
Варто звернути увагу, що близько 90 % земельних угідь перебувають в приватній власності та володіють 96 % сільськогосподарської техніки та худоби. В середньому, кожне таке приватне фермерське підприємство обробляє 3 гектари землі.

## Тваринництво
Завдяки сприятливим кліматичним умовам та великій кількості пасовищ в Сербії розвинене скотарство. Зокрема, тут тримають рогату худобу, таку як корови та воли, а також коней, свиней та овець. Серед районів, де переважає тваринництво, традиційно є Златібор, околиці С'єніци і Нови-Пазара, Пештар. Окрім вище зазначених тварин, сербські селяни також розводять курей, качок та гусей.
Згідно даних, велика рогата худоба складає близько 1,1 мільйона голів, 3,16 мільйони свиней, 1,57 мільйони овець, 152, 5 тисяч кіз та 17 мільйонів домашньої птиці.
За величиною отриманого доходу перше місце в тваринництві займає молоко — понад 400 мільйонів на рік, а друге (шосте в сільськогосподарській галузі) — виробництво яловичини.

## Бджільництво

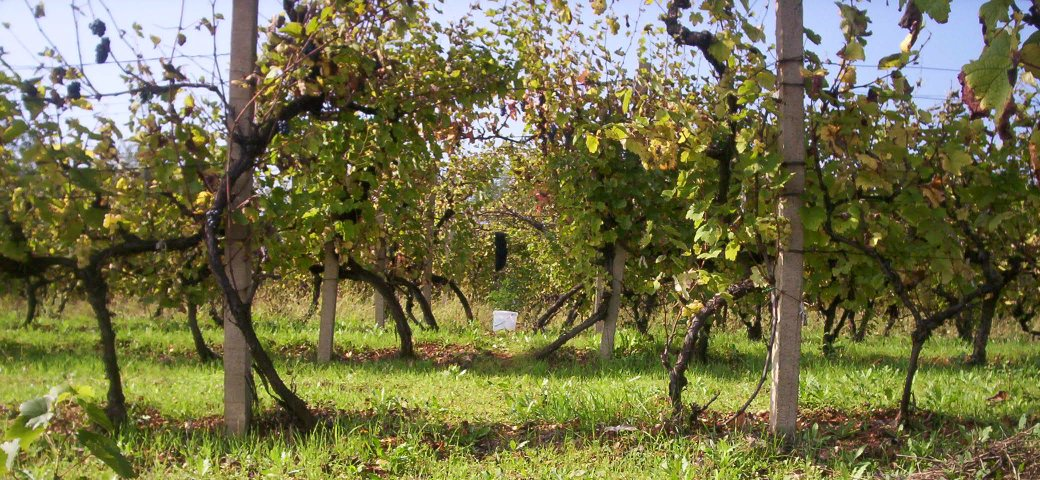
Виноградник біля Власотинце, Сербія

Серед бджіл, що розводять в Сербії, найпоширеніша порода Apis mellifera camica. Є навіть село бджолярів Каменово, де три чверті населення зайняті у цій сфері. Поки що це не передова галузь сільського господарства і вона орієнтована на внутрішній ринок, проте має перспективу розвитку.
Щороку в Новий Сад та Белграді проходять фестивалі бджільництва за підтримки Союзу бджолярів Сербії.

## Розвиток галузі
Отримання стабільно високих прибутків в галузі сільського господарства забезпечує добре налагоджена науково-дослідницька робота різних профільних інститутів, університетів, що готують кадри, та різноманітні установи, які займаються селекцією в рослинництві та тваринництві.

## Використані джерела
1. http://business-balkan.com/info/selskoe-hozyaystvo-serbii-02%5Bнедоступне+посилання+з+липня+2019%5D.
2. http://04.com.ua/evropa/2537-serbu-naselenie.html
3. https://sites.google.com/site/ulejbee/pcelovodstvo-v-mire/pcelovodstvo-serbii